# Przetworzenie
Przetworzenie – jeden z terminów stosowanych m.in. w muzykologii, najbardziej w tzw. formie sonatowej, będące drugą z jej trzech części. Oznacza przekształcenie, przerobienie materiału muzycznego tzw. ekspozycji (część pierwsza), głównie tematycznego i ukazanie tych przekształceń w jak najbardziej wyrafinowanej i najbardziej kunsztownej szacie harmonicznej w drugiej części czyli przetworzeniu.

## Charakterystyka przetworzenia
Przetworzenie charakteryzuje się bogactwem środków harmonicznych, melodycznych, rytmicznych oraz licznymi procesami modulacyjnymi. Zwykle rozpoczyna się tonacją ekspozycji (jednoimienną lub bardziej odległą), po czym następują różne modyfikacje i przekształcenia, które ukazane są w różnych wariantach, np. niepełne, ułożone odwrotnie czy wspólnie przeplatane. Decyduje tu praca tematyczna, rozbudowana poprzez najrozmaitsze środki modyfikujące, urozmaicające fakturę muzyczną. Kompozytor w przetworzeniu ma nieskrępowane możliwości operowania środkami przekształceń tematyki i tonacji przechodząc stopniowo w punkt kulminacyjny, stosując swoistą, własną oryginalność, polegającą na osobistym potraktowaniu formy muzycznej.
Przetworzeniu może podlegać również łącznik, materiał wstępu oraz fragment myśli końcowej. Przetworzenie nie jest luźnym zestawieniem odcinków w przebiegu pracy tematycznej, ale stanowi ono budowaną konsekwentnie formę, pozostającą w ścisłym związku z ekspozycją. Nie ma ścisłych zasad co do rozmiarów przetworzenia i następstw przetwarzanych współczynników i elementów. Najczęściej przetworzenie ma charakter przekształceń ewolucyjnych. Repryza zaczyna się w tonacji głównej. Jest nie dosłownym przytoczeniem elementów ekspozycji. W formie sonatowej najczęściej przetworzenie występuje w następującym po sobie ciągu: ekspozycja – miejsce konfliktu obu tematów, następnie przetworzenie – pogłębienie konfliktu tematów i repryza – rozwiązanie konfliktu. 
Istotą przetworzenia jest kulminacja napięcia, pełna nacisków harmonicznych spowodowanych dużą ilością modulacji czasem nawet odległych tonacji.